# Septembre 1852

## Événements
- 11 septembre :
  - Sécession de Buenos Aires contre Justo José de Urquiza (fin en 1862).
    - Intervention des États-Unis en Argentine : les marines débarquent à Buenos Aires afin de protéger les intérêts américains pendant la révolution (1852-1853).

  - France : décret portant autorisation de la Compagnie du chemin de fer de Paris à Caen et à Cherbourg.
  - France : décret portant autorisation de la Compagnie du chemin de fer de Dijon à Besançon.
- 15 septembre : Saint-Germain-du-Puy, inauguration officielle de la ligne de chemin de fer Bourges-Nevers par Napoléon III

## Naissances
- 2 septembre : Paul Bourget, écrivain, académicien français († 25 décembre 1935).
- 15 septembre :
  - James Cochrane (mort le 28 mai 1905), homme politique québécois qui fut maire de Montréal
  - Jan Ernst Matzeliger (mort le 24 août 1889), inventeur américain originaire du Suriname
- 18 septembre : Octave Callandreau, astronome français.
- 28 septembre : Henri Moissan, chimiste français (prix Nobel de chimie 1906).

## Décès
- 12 septembre : Peter McLeod fils, homme d'affaires, fondateur de Chicoutimi (° 1807).
- 19 septembre : Émilie de Rodat, religieuse française, fondatrice de la congrégation des Sœurs de la Sainte-Famille. (° 6 septembre 1787).